# Красноармійка
Красноармі́йка (каз. Красноармейка) — станційне селище у складі Павлодарського району Павлодарської області Казахстану. Входить до складу Кеменгерського сільського округу.
Населення — 188 осіб (2021; 175 у 2009, 267 у 1999, 198 у 1989).
Національний склад станом на 1989 рік:
- казахи — 47 %
- татари — 21 %